# Beckett (film)
A Beckett 2021-ben bemutatott olasz–brazil–görög filmthriller Ferdinando Cito Filomarino rendezésében. A főbb szerepben John David Washington, Boyd Holbrook, Vicky Krieps és Alicia Vikander látható.
Világpremierje a 74. Locarnói Nemzetközi Filmfesztiválon volt 2021. augusztus 4-én. A Netflix 2021. augusztus 13-án mutatta be.

## Cselekmény
Egy görögországi nyaralás során egy amerikai turista, Beckett súlyos baleset következtében elveszti barátnőjét, majd embervadászat célpontjává válik. Az életéért menekülni kényszerül, és kétségbeesetten próbál eljutni az athéni amerikai nagykövetségre, hogy tisztázza a nevét. A feszültség egyre fokozódik, ahogy a hatóságok közelebb kerülnek hozzá, és Beckett még mélyebbre kerül az összeesküvés veszedelmes hálójába.

## Szereplők
| Szerep                                           | Színész               | Magyar hang      |
| ------------------------------------------------ | --------------------- | ---------------- |
| Beckett                                          | John David Washington | Orosz Ákos       |
| Stephen Tynan, athéni nagykövetség alkalmazottja | Boyd Holbrook         | Varga Gábor      |
| Lena, görög politikai aktivista                  | Vicky Krieps          | Dobó Enikő       |
| Eleni, görög politikai aktivista                 | Maria Votti           | Kelemen Kata     |
| April Hanson                                     | Alicia Vikander       | Balsai Móni      |
| Xenakis, korrupt görög rendőrtiszt               | Panos Koronis         | Schneider Zoltán |

## A film készítése
2019 áprilisában jelentették be, hogy John David Washington, Alicia Vikander, Boyd Holbrook és Vicky Krieps szerepet kapott a filmben, amelynek producere Luca Guadagnino lett. A forgatás még ebben a hónapban megkezdődött Athénban.

## Bemutató
2020 októberében a Netflix megvásárolta az akkor még Born to Be Murdered címet viselő film forgalmazási jogait, és 2021-re tűzte ki a film bemutatóját. 2021 januárjában bejelentették, hogy a film új címe Beckett lett.
Világpremierje a 74. Locarnói Nemzetközi Filmfesztiválon volt 2021. augusztus 4-én. A film 2021. augusztus 13-án jelent meg a Netflixen.

## Fogadtatás
A Rotten Tomatoes weboldalon 76 kritikus véleménye alapján 49%-os értékelésen áll. Az oldal szöveges összefoglalója szerint „A Beckett lendületes energiát visz a »menekülő ember« típusú történetbe, de ez az eléggé felületesen megírt thriller nem tud következetesen lekötni.”
A Metacritic-en 18 kritika alapján 53 pontot ért el, ami „vegyes vagy átlagos értékelést” jelent.

## Fordítás
- Ez a szócikk részben vagy egészben  a   Beckett (film) című angol Wikipédia-szócikk ezen változatának fordításán alapul.  Az eredeti cikk szerkesztőit annak laptörténete sorolja fel. Ez a jelzés csupán a megfogalmazás eredetét és a szerzői jogokat jelzi, nem szolgál a cikkben szereplő információk forrásmegjelöléseként.